# هيلاري سكوت (ممثلة)
هيلاري سكوت (مواليد 3 فبراير 1983) هي ممثلة إباحية أمريكية سابقة.

## الجوائز
خلال مشوارها ترشحت ل 61 جائزة وفازت ب 19 جائزة.
- 2006 فازت بجائزتين ضمن جوائز إيه في إن[4][5]
- 2006 فازت بجائزة إكس روكو[6]
- 2007 فازت بجائزة إيه في إن في فئة أفضل مؤدية للعام.[7][8]